# 若柳金成インターチェンジ
若柳金成インターチェンジ（わかやなぎかんなりインターチェンジ）は、宮城県栗原市金成沢部新西待井にある、東北自動車道のインターチェンジ。宮城県の東北自動車道で最も北に位置するインターチェンジで、栗原市の旧若柳町域や登米市中心部のほか、県境をまたぐが岩手県一関市南部（旧西磐井郡花泉町中心部など）への最寄りとなるインターチェンジ。

## 道路
- E4 東北自動車道（33番）
- 接続する道路：宮城県道4号中田栗駒線

## 料金所
- ブース数：4

### 入口
- ブース数：2
  - ETC専用：1
  - 一般：1

### 出口
- ブース数：2
  - ETC専用：1
  - 一般：1

## 周辺
- 栗駒山
- 細倉マインパーク
- 旧若柳駅（鉄道保存施設）
- チャチャワールドいしこし

## 隣
E4 東北自動車道
(32)築館IC - 栗原IC（事業中） - 志波姫PA - (33)若柳金成IC - 金成PA - (34)一関IC